# DeVante' Jones
DeVante' Jones (New Orleans, 9 aprile 1998) è un cestista statunitense.

## Carriera
Dopo aver trascorso la carriera universitaria tra i CCU Chanticleers e i Michigan Wolverines, il 25 luglio 2022 firma il primo contratto professionistico con il Metropolitans 92.